# لازلو بودور
لازلو بودور (بالمجرية: Bödör László)‏ (مواليد 17 أغسطس 1933) هو لاعب كرة قدم. يلعب مع منتخب المجر لكرة القدم. سبق له أن لعب في كأس العالم لكرة القدم مع منتخب بلاده.

## روابط خارجية
- لازلو بودور على موقع الاتحاد الدولي (مؤرشف)  (الإنجليزية)
- لازلو بودور على موقع قاعدة بيانات كرة القدم.إي يو (الإنجليزية)
- لازلو بودور على موقع ناشيونال فوتبول تيمز (الإنجليزية)
- لازلو بودور على موقع Soccerway.com (الإنجليزية)
- لازلو بودور على موقع عالم كرة القدم.نت (الإنجليزية)